# Arnac
Arnac é uma comuna francesa na região administrativa de Auvérnia-Ródano-Alpes, no departamento de Cantal. Estende-se por uma área de 20,3 km². Em 2010 a comuna tinha 183 habitantes (densidade: 9 hab./km²).